# Елизавета Франциска Мария Австрийская
Елизавета Франциска Мария Австрийская (нем. Elisabeth Franziska Maria von Österreich; 17 января 1831, Буда — 14 февраля 1903, Вена) — эрцгерцогиня австрийская из династии Габсбургов, мать двух королев — Баварии и Испании.

## Биография
Елизавета была дочерью эрцгерцога Иосифа Антона Иоганна Австрийского и его третьей супруги, герцогини Марии Доротеи Вюртембергской. Семья девочки происходила из венгерской линии Габсбургско-Лотарингского дома. В 1847 году Елизавета Франциска вышла замуж за эрцгерцога Фердинанда Карла, умершего через два года от брюшного тифа, вскоре после рождения дочери Марии Терезы.
В 1854 году под влиянием эрцгерцогини Софии Елизавета вышла замуж во второй раз, за эрцгерцога Карла Фердинанда (1818—1874). К вдове проявлял интерес император Австрийский Франц Иосиф I, и его мать София из политических соображений (в том числе из-за волнений в Венгрии) не желала, чтобы сын женился на «венгерке». Брак Елизаветы и Карла Фердинанда был удачным, у них родились шестеро детей. Скончалась эрцгерцогиня от острого воспаления лёгких.

## Дети
От первого брака:
- Мария Тереза Генриетта Доротея (1849—1919), королева Баварии, замужем за королём Баварии Людвигом III

От второго брака:
- Франц Иосиф (1855)
- Фридрих Мария Альбрехт Вильгельм Карл (1856—1936), герцог Тешенский, женат на принцессе Изабелле фон Круа
- Мария Кристина Дезире Генриетта Фелицита Райньера (1858—1929), королева Испании, замужем за королём Испании Альфонсом XII
- Карл Стефан Евгений Виктор Феликс Мария (1860—1933), женат на принцессе Мария Терезии Тосканской (1862—1933)
- Евгений Фердинанд Пий Бернгард Феликс Мария (1863—1954)
- Мария Элеонора (1864)